# Tixtla de Guerrero (kommun)
Tixtla de Guerrero är en kommun i Mexiko.   Den ligger i delstaten Guerrero, i den södra delen av landet, 210 km söder om huvudstaden Mexico City.
Följande samhällen finns i Tixtla de Guerrero:
- Tixtla de Guerrero
- Atliaca
- Acatempa
- Zoquiapa
- Zacatzonapa
- Chilacachapa
- Plan de Guerrero
- El Ahuejote
- Los Amates
- Potrero
- Texcalzin
- La Villita
- La Estacada
- Heroina de Tixtla